# 밀로시 보산치치
밀로시 보산치치(Miloš Bosančić, 세르비아어: Милош Босанчић, 1988년 5월 22일 ~ )는 세르비아의 축구 선수이다.

## 축구인 경력

### 클럽 경력
FK 파르티잔의 유스 팀을 거쳐 2006년 프로 무대에 데뷔하였다. 포르투갈의 보아비스타와 세르비아의 OFK 베오그라드에서 임대 생활을 하였다.
2009년 체코의 슬로반 리베레츠로 이적하여 같은 해 11월 야블로네츠를 상대로 데뷔골을 터뜨렸다. 2011-12 시즌엔 리그 25경기에 출전하여 6골을 터뜨리는 활약으로 팀의 감브리누스리가 우승에 기여하였다.
2013년 경남 FC로 이적하였다. 3월 30일 열린 FC 서울과의 경기에서 성공시킨 프리킥과 중거리 로빙 슛이 외신에 소개되기도 하는 등 화제가 되었으나 2014 시즌엔 주전 경쟁에서 밀리는 모습을 보이다 여름 이적 시장에 팀을 떠나게 되었다.